# Schiersteiner Kreuz
Het Schiersteiner Kreuz is een knooppunt in de Duitse deelstaat Hessen.
Op dit klaverbladknooppunt bij de wijk Schierstein in Wiesbaden kruist de A643 Wiesbaden-Mainz de A66 Eltville-Frankfurt am Main.

## Configuratie
Knooppunt
Het is als een substandaard klaverbladknooppunt, met krappe klaverlussen.
Rijstroken
Nabij het knooppunt hebben beide snelwegen 2x2 rijstroken.
Alle verbindingswegen hebben één rijstrook

## Verkeersintensiteiten
Dagelijks passeren ongeveer 160.000 voertuigen het knooppunt
| Van                            | Naar                     | Gemiddeld aantal voertuigen per dag |
| ------------------------------ | ------------------------ | ----------------------------------- |
| AS Wiesbaden-Frauenstein (B42) | Schiersteiner Kreuz      | 48.900                              |
| Scheiersteiner Kreuz (A643)    | Wiesbaden-Biebrich       | 73.700                              |
| AS Wiesbaden-Dotzheim          | Sciersteiner Kreuz (A66) | 51.100                              |
| Schiersteiner Kreuz (A66)      | AS Wiesbaden-Appelallee  | 79.300                              |

Door dit hoge verkeersaanbod is het knooppunt enigszins overbelast.

## Richtingen knooppunt
| Aansluitende wegen                                        | Aansluitende wegen | Aansluitende wegen                                                    | Aansluitende wegen | Aansluitende wegen |
| --------------------------------------------------------- | ------------------ | --------------------------------------------------------------------- | ------------------ | ------------------ |
|                                                           |                    | richting Wiesbaden-Dotzheim / -Stadtmitte                             |                    |                    |
|                                                           |                    |                                                                       |                    |                    |
| richting Wiesbaden-Frauenstein Bad Schwalbach / Rüdesheim | richting Frankfurt |                                                                       |                    |                    |
|                                                           |                    |                                                                       |                    |                    |
|                                                           |                    | richting Wiesbaden-Äppelallee / -Schierstein Mainz / Bingen / Koblenz |                    |                    |